# Karya Mulya (Rambang Kapak Tengah)
Karya Mulya is een bestuurslaag in het regentschap Prabumulih van de provincie Zuid-Sumatra, Indonesië. Karya Mulya telt 2215 inwoners (volkstelling 2010).